# Iglesias de la Pequeña Polonia
Las iglesias de madera del sur de la Pequeña Polonia (en polaco: Drewniane kościoły południowej Małopolski) son un conjunto de pequeñas iglesias realizadas enteramente en madera que se encuentran en la región histórica del sudeste de Polonia de la Pequeña Polonia, en los distritos de Gorlice, Nowy Targ y Bochnia (voivodato de Pequeña Polonia), y en el de Brzozów (voivodato de Subcarpatia). Utilizan la técnica de los troncos de madera dispuestos horizontalmente y se encuentran desde la Edad Media en Europa del Este y del Norte. Son muchas las iglesias de este tipo en la región, de las que seis se inscribieron en la lista de Patrimonio de la Humanidad de la Unesco en 2003: 

Estas iglesias son ejemplos excepcionales de los diversos medios tradicionalmente utilizados para la construcción de los lugares de culto católicos romanos en la Edad Media. Para edificarlas se utilizó una técnica muy extendida en Europa Septentrional y Oriental desde los tiempos medievales, que consiste en la colocación horizontal de cilindros de madera. La construcción de estos templos era costeada por familias nobles y llegaron a convertirse en un símbolo de prestigio social. Desde el punto de vista arquitectónico ofrecieron una alternativa interesante a las construcciones realizadas con materiales de albañilería en los centros urbanos.
Entrada «Iglesias de madera del sur de Małopolska»

Las seis iglesias individualmente designadas por la UNESCO son:
1. iglesia de San Miguel Arcángel, en Binarowa;
2. iglesia de Todos los Santos, en Blizne;
3. iglesia de San Miguel Arcángel, en Dębno;
4. iglesia de la Asunción y del Árcangel Miguel, en Haczów;
5. iglesia de San Leonardo, en Lipnica Murowana;
6. iglesia de los Santos Felipe y Santiago, en Sękowa.

## Arquitectura
El estilo de estas iglesias de estructura de madera nació a fines de la Edad Media, a fines del siglo XVI. Al principio usaban ornamentos góticos y policromados, pero debido a que están hechos en madera, su apariencia es completamente diferente a la de otras iglesias góticas, construidas en piedra o ladrillo. Las construcciones más modernas muestran elementos en los estilos rococó y barroco. La forma de las iglesias está fuertemente influenciada por la presencia en la región de la Iglesia católica griega y la iglesia cristiana ortodoxa. Algunos de ellas muestran una planta en forma de cruz griega o con cúpula de cebolla, pero la mayoría mezcla estos elementos con la típica forma romana de naves alargadas y altos campanarios. Están adaptadas a la vez al clima local exterior (fuerte inclinación de los techos, por ejemplo) y ricamente decoradas por dentro. Las pinturas murales son una de las características principales. 
En los museos al aire libre (skansen) de Sanok y de Nowy Sącz hay varias iglesias tradicionales de madera.
| Imagen | n.º ref. | Nombre                                                                                     | Localización     | Área protegida | Área tampón | Notas |
|        | 1053-001 | Iglesia del arcángel San Miguel (49°45′N 21°14′E / 49.750, 21.233)                         | Binarowa         | 1.8 ha         | 40.4 ha     | Fundada en torno al 1500. Sus interiores polícromos (de los siglos XVI y XVII) su altar y las esculturas en madera, entre las que se encuentra una representación de la Virgen María con el niño, datan de cerca de 1430. |
|        | 1053-002 | Iglesia de Todos los Santos (49°45′0″N 21°57′0″E / 49.75000, 21.95000)                     | Blizne           | 2.2 ha         | 46.7 ha     | Construida a mediados del siglo XV, conserva numerosos elementos de la arquitectura gótica en madera y de las pinturas murales de los siglos XVI y XVII.                                                                  |
|        | 1053-003 | Iglesia de San Miguel Arcángel (49°28′N 20°13′E / 49.467, 20.217)                          | Dębno            | 0.14 ha        | 64 ha       | Construida en la segunda mitad del siglo XV, es una de las iglesias medievales mejor preservadas de la región |
|        | 1053-004 | La iglesia de la Asunción y del Árcangel Miguel (49°42′0″N 21°54′0″E / 49.70000, 21.90000) | Haczów           | 1.3 ha         | 38.2 ha     | Construida a mediados del siglo XV es una de las más antiguas y mayores iglesias construidas con troncos horizontales en el mundo. Las únicas pinturas del interior son de 1494.                                          |
|        | 1053-005 | Iglesia de San Leonardo (49°40′0″N 20°31′0″E / 49.66667, 20.51667)                         | Lipnica Murowana | 1.1 ha         | 16.5 ha     | Construida a finales del siglo XV. El interior se asemeja a un museo del arte de aquel tiempo. |
|        | 1053-006 | Iglesia de los Santos Felipe y Santiago (49°37′0″N 21°12′0″E / 49.61667, 21.20000)         | Sękowa           | 1.72 ha        | 36.4 ha     | Construida en 1516 y ampliada en el siglo XVII posee una construcción notable con soportales exteriores que rodean la totalidad del edificio.                                                                             |

## Otras iglesias de madera en la región

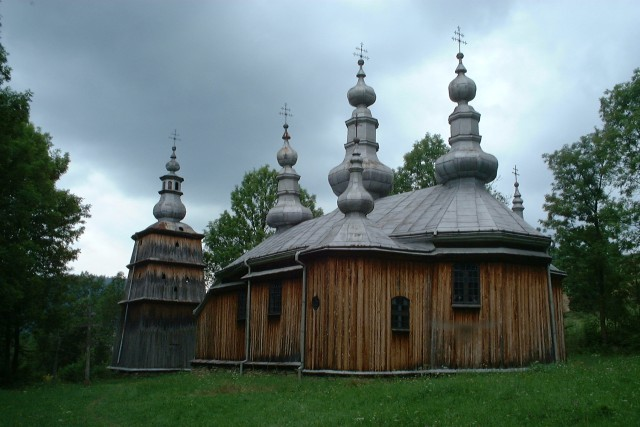
Iglesia de Turzansk
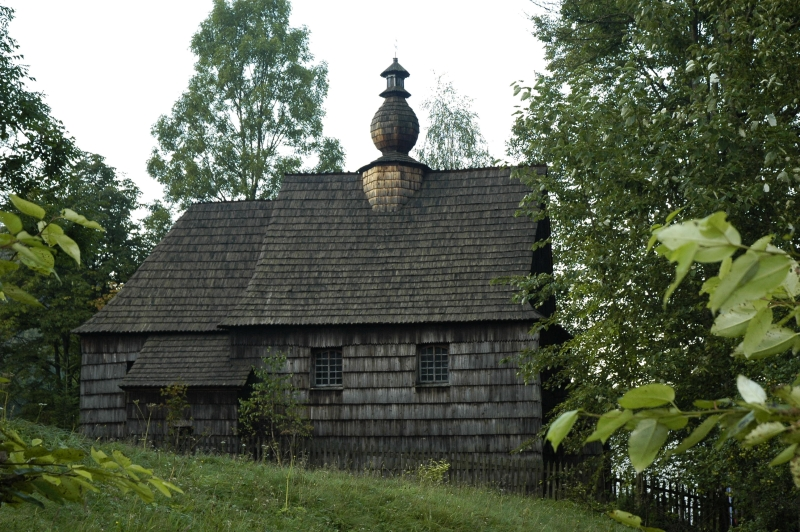
Iglesia de Zlobek
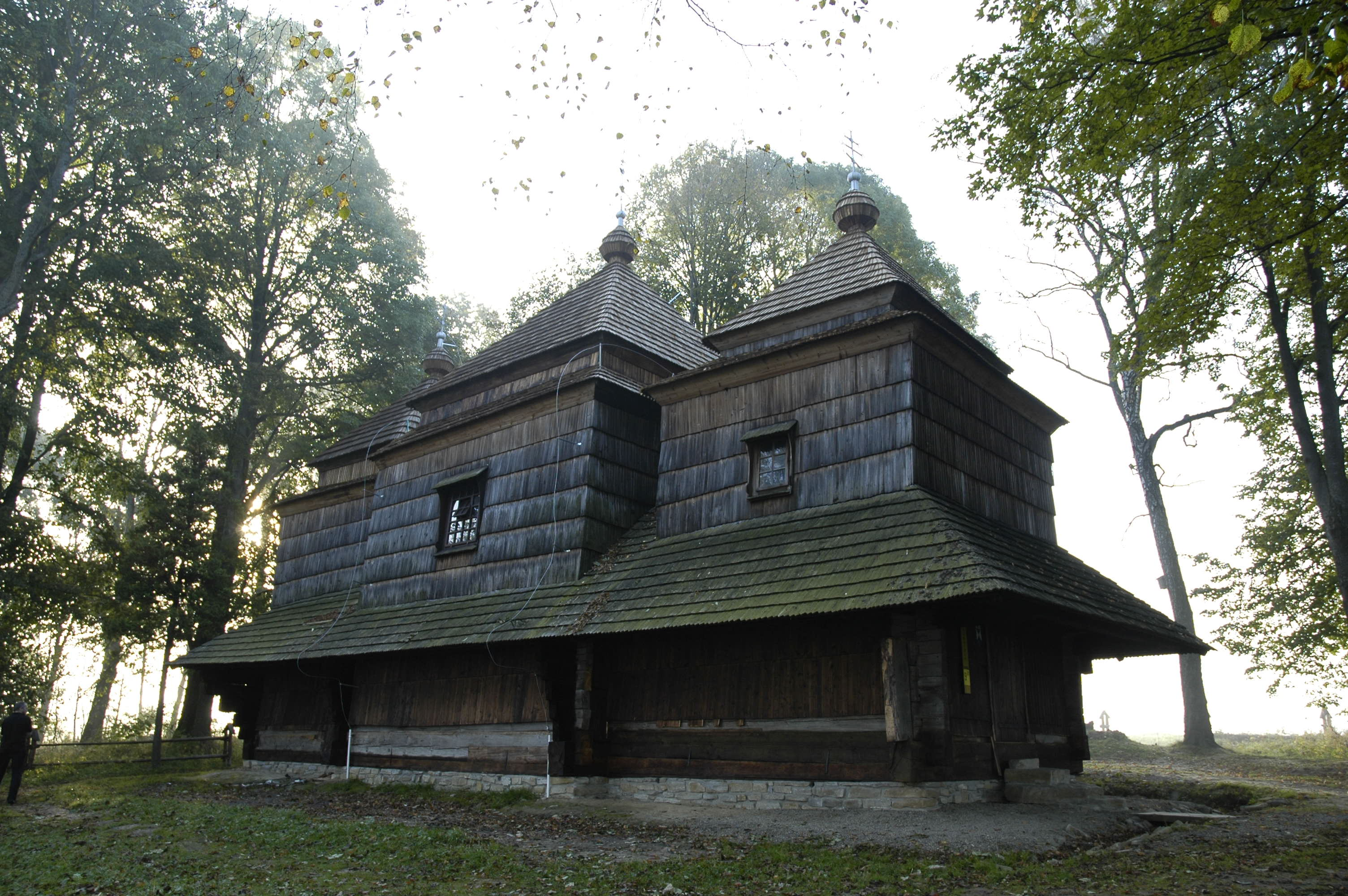
Iglesia de Smolnik
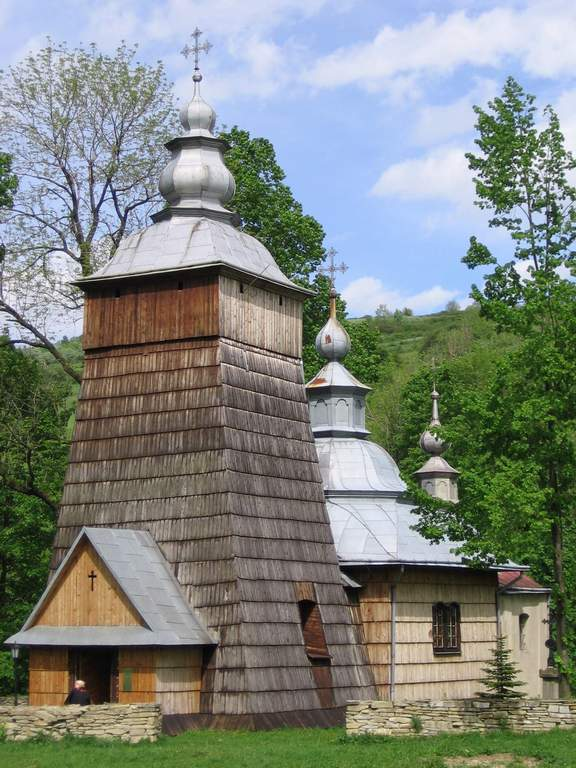
Iglesia de Chyrowa
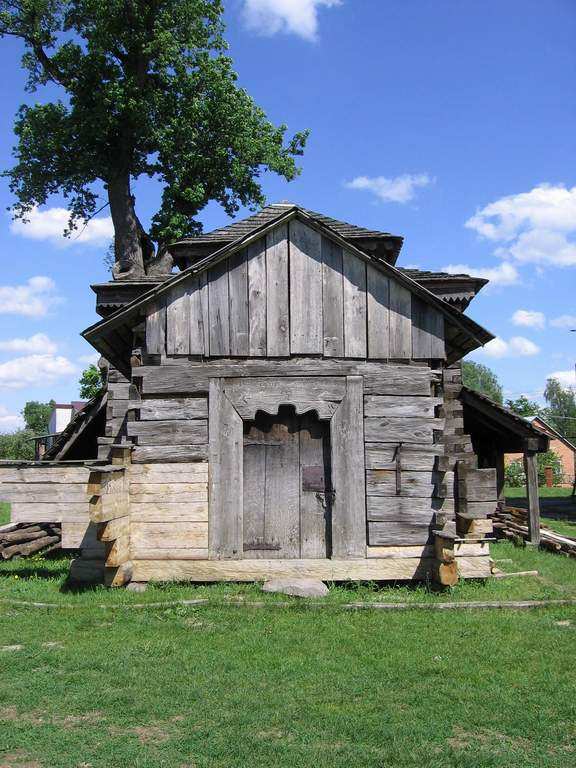
Iglesia de Rudka
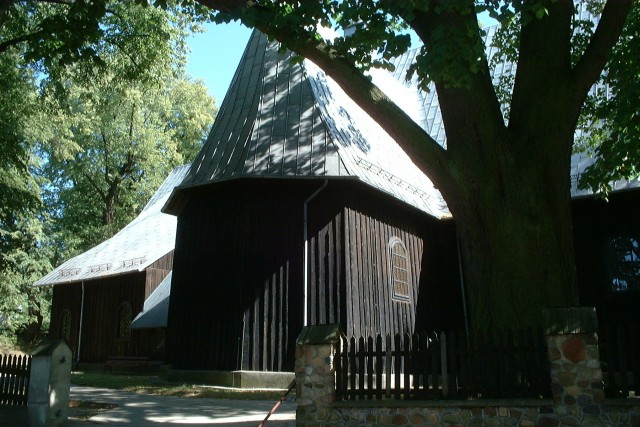
Iglesia de Truskolasy
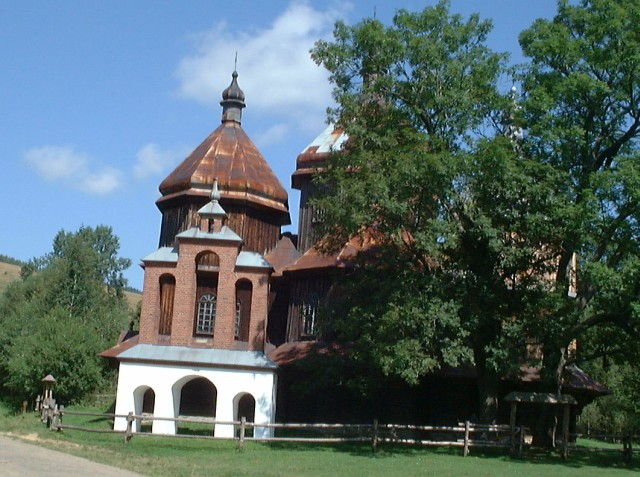
Iglesia de Bystre
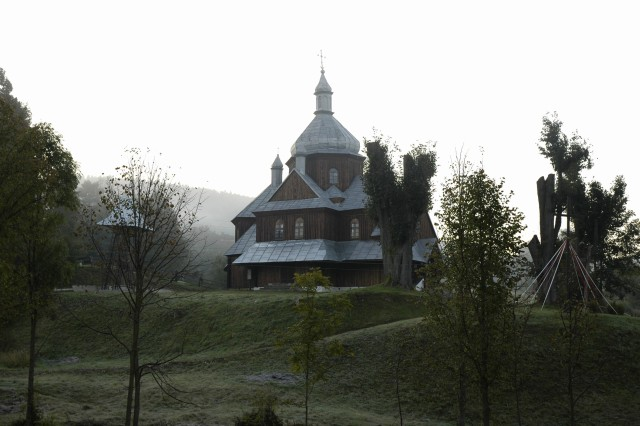
Iglesia de Hoszow
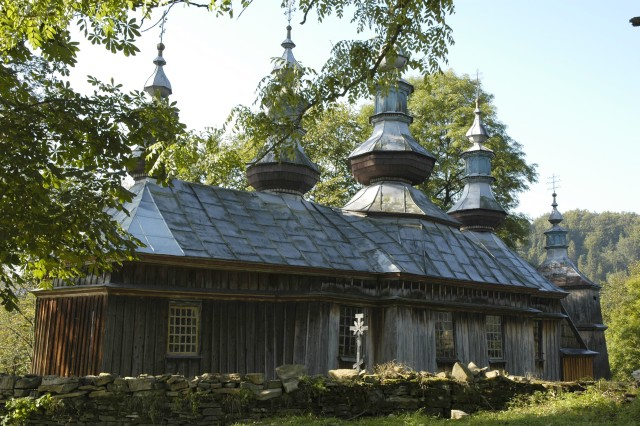
Iglesia de Komancza
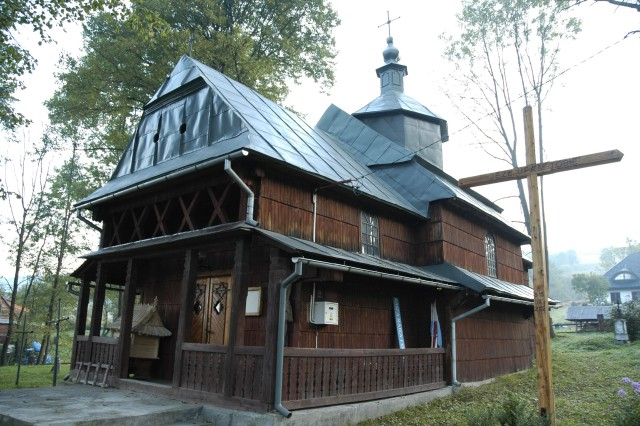
Iglesia de Rabe
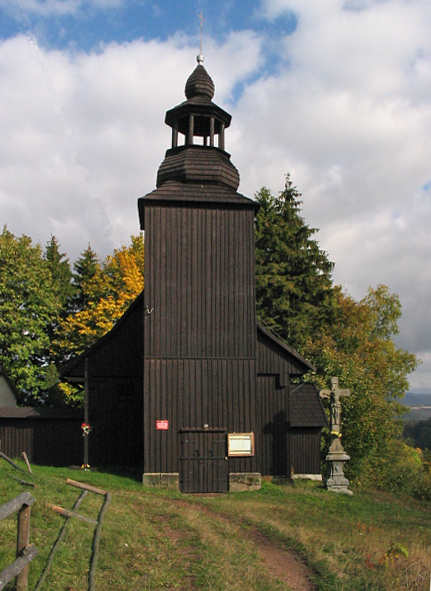
Iglesia de Kamienczyk